# تست شبیه‌سازی انرژی ساختمان
تست شبیه‌سازی انرژی ساختمان(BESTEST) پروژه‌ای است که توسط آژانس بین‌المللی انرژی به عنوان روش اجرای عملی جهت اعتبار سنجی کلی آژانس بین‌المللی انرژی از سال ۱۹۸۱ توسط آزمایشگاه ملیانرژی‌های تجدید پذیر توسعه یافت.
متدولوژی پروژه بر پایهٔ ترکیب: اعتبارسنجی تجربی، تأیید تحلیلی و تکنیک‌های تجزیه، تحلیل و مقایسه است. این روش توسط یک تست سیستماتیک توسعه داده شده که شامل شبیه‌سازی انرژی ساختمان می‌باشد، منبع برنامه‌ها و آنالیزهایی است که تفاوت‌ها را پیشگویی می‌کند.
پایگاه نرم‌افزارهای هنری مانند BLAST, DOE2, COMFIE,ESP-r, SERIRES, S3PAS, TASE, HOT2000, و TRNSYS است که مورد آزمایش قرار گرفته‌اند. به منظور تست یکنواخت غیر مبهم (مشخص) نمونه‌ها، سعی شده که نمونه‌ها در یک مد که توسط این مد اجازه داده شده که در برنامه‌های شبیه‌سازی، ساختمان‌های مختلف تست شوند. ارزش خروجی نمونه‌ها به عنوان مثال بارهای سالانه و داده‌های ساعتی مقایسه می‌شوند در رابطه با تشخیص منطقی برای تعریف الگوریتم‌های مورد نیاز برای پیشگیری تفاوت‌ها. بیشتر نمونه‌های واقعی و نمونه‌های ساده هندسی مانند نمونه‌های BESTEST 600-650 توانایی سنجش برنامه‌ها برای مدل کردن تأثیراتی مانند جرم حرارتی، پنجره‌های مستقیم خورشیدی دستگاه‌های سنجش پایهٔ نفوذ، افزایش حرارت داخلی، فضاهای خورشیدی، جفت زمین و کنترل ترموستات را دارند.
این رویکرد موفق شده که یک مرجع روش ارزیابی برای دیگر برنامه‌های ساده یا پیچیده شبیه‌سازی انرژی ساختمان باشد. روش BESTEST در بسیاری از نرم‌افزارهای شبیه‌سازی ساختمان به عنوان برنامه کنترل استاندارد کیفیت توسعه یافته‌است.
روش BESTEST نشان داده است که هنگامی یک ساختمان عمدتأ با برنامه‌های مرجع متفاوت است، علت اولیه معمولاً یا اشکال، الگوریتم‌های معیوب یا اشکال در داده است.